# Dicrurus sumatranus
Il drongo di Sumatra (Dicrurus sumatranus Ramsay, 1880) è un uccello passeriforme appartenente alla famiglia Dicruridae.

## Etimologia
Il nome scientifico della specie, sumatranus, rappresenta un chiaro riferimento all'areale di diffusione di questi uccelli: il loro nome comune altro non è che la traduzione di quello scientifico.

## Descrizione

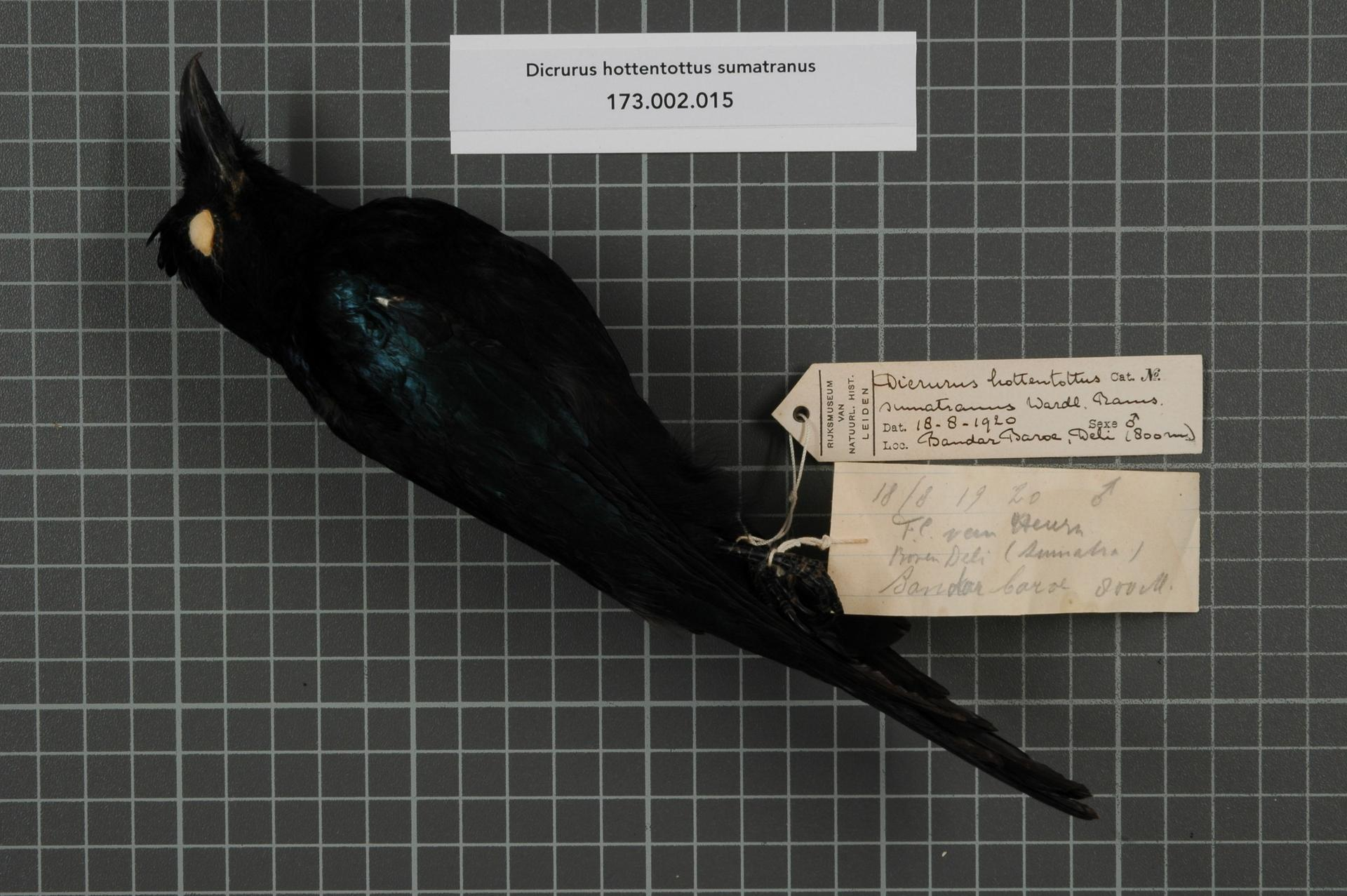
Veduta laterale di esemplare impagliato.

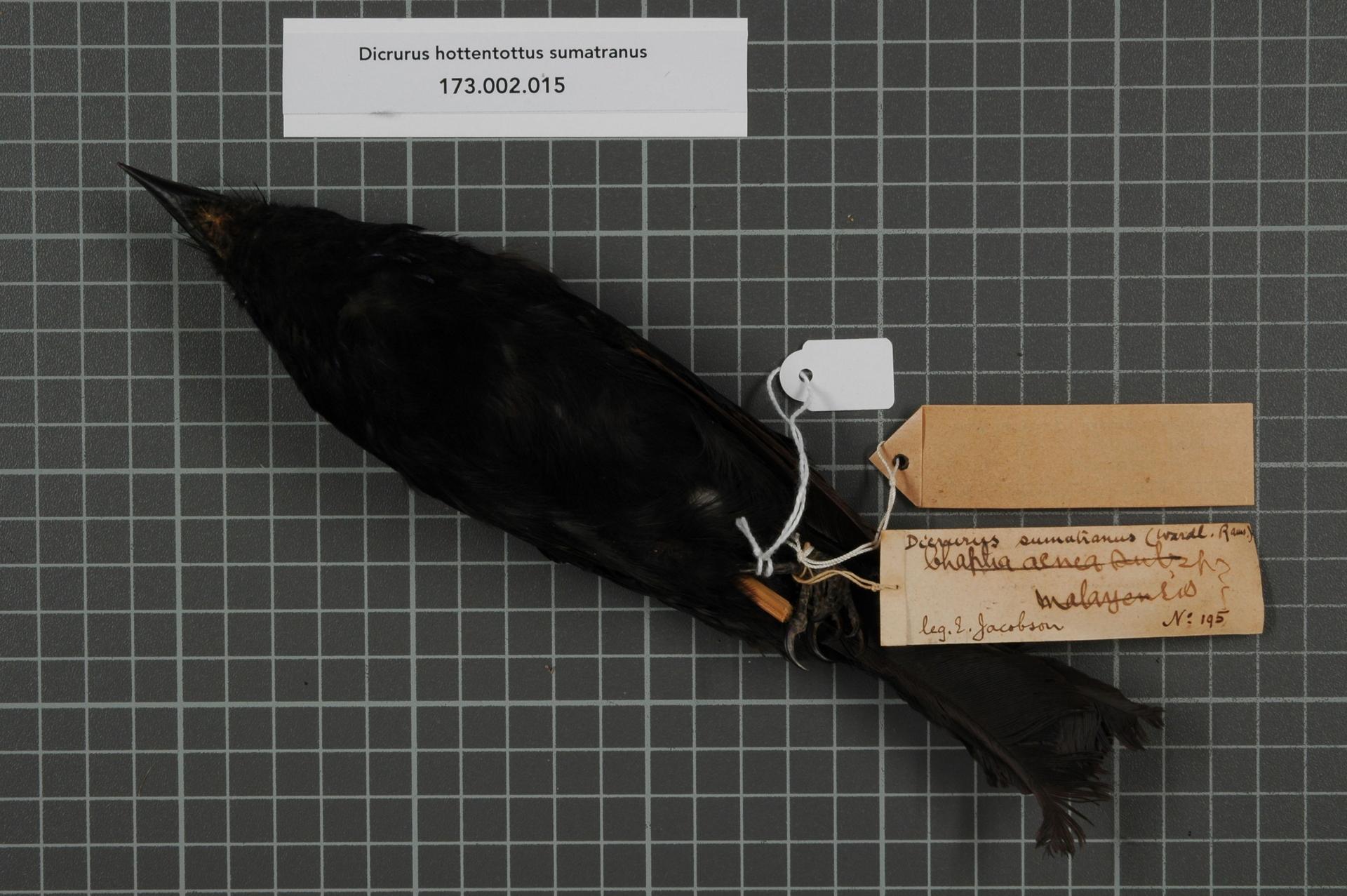
Veduta ventrale di esemplare impagliato.

### Dimensioni
Misura circa 29 cm di lunghezza.

### Aspetto
Si tratta di uccelli dall'aspetto robusto e slanciato, muniti di grossa testa di forma arrotondata e allungata (con fronte e vertice dal caratteristico aspetto appiattito), becco conico e robusto, largo e dalla punta adunca, zampe corte, lunghe ali digitate e lunga coda trapezoidale dalla punta solo lievemente forcuta, con le due punte laterali che presentano un accenno di arricciamento verso i lati.
Il piumaggio si presenta interamente di colore nero lucido e di consistenza vellutata: fronte, vertice, nuca, collo, petto, copritrici, remiganti, codione e superficie superiore della coda presentano diffuse sfumature metalliche di colore verde-azzurro, ben evidenti quando l'animale è nella luce diretta.
Il dimorfismo sessuale è poco evidente, con le femmine dalla coda lievemente più corta rispetto ai maschi a parità d'età (sebbene si tratti di differenze di carattere soggettivo) e dalla colorazione meno brillante.
Il becco e le zampe sono di colore nerastro: gli occhi sono invece di colore bruno scuro.

## Biologia
Si tratta di uccelli dalle abitudini di vita diurne, che vivono da soli o in coppie: essi passano gran parte della giornata appollaiati su di un posatoio in evidenza, dal quale tengono d'occhio i dintorni, pronti ad involarsi per catturare eventuali prede o per aggredire potenziali intrusi (che vengono prima avvertiti vocalmente).
I richiami di questi uccelli sono stati finora poco studiati: fra di essi, il più comune è un melodico fischio sommesso di tre sillabe.

### Alimentazione
Il drongo di Sumatra è un uccello insettivoro, che reperisce le sue prede (principalmente insetti ed altri invertebrati) catturandole al volo oppure sorprendendole al suolo, fra i rami o il fogliame di alberi e cespugli: la sottospecie delle Mentawai è stata osservata catturare piccoli vertebrati), mentre non si hanno notizie circa la consumazione di alimenti di origine vegetale.

### Riproduzione
Essendo stata per lungo tempo considerata nient'altro che una sottospecie del drongo piumato, mancano studi esaurienti riguardo alle abitudini riproduttive del drongo di Sumatra, con gli unici dati disponibili che si riferiscono a un nido con pulli (una struttura a coppa di rametti e fibre vegetali intrecciati, ubicata alla biforcazione nell'area distale del ramo di un albero situato in una foresta a galleria di pianura) osservato nel mese di aprile. Molto verosimilmente, le modalità riproduttive di questi uccelli non differiscono in maniera significativa da quelle osservabili nelle altre specie di drongo.

## Distribuzione e habitat
Come intuibile dal nome comune, il drongo di Sumatra è endemico di Sumatra, della quale popola praticamente l'intera estensione, ad eccezione della catena dei monti Barisan; la specie è inoltre presente nelle isole Mentawai.
L'habitat di questi uccelli è costituito dalle aree di foresta arida di pianura e pedemontana, sia primaria che secondaria, purché con presenza di radure erbose più o meno estese.

## Tassonomia
Se ne riconoscono due sottospecie:
- Dicrurus sumatranus sumatranus Ramsay, 1880 - la sottospecie nominale, diffusa a Sumatra;
- Dicrurus sumatranus viridinitens (Salvadori, 1894) - endemica delle isole Mentawai;

Per lungo tempo, il drongo di Sumatra è stato considerato una sottospecie del drongo piumato: posto che lo status di specie a sé stante di questi uccelli non viene messo in discussione, rimane oggetto di dibattito lo status della sottospecie viridinitens, la quale secondo alcuni andrebbe riaccorpata a D. hottentottus, mentre secondo altri potrebbe essere elevata anch'essa al rango di specie.